# Johan Indebetou
Johan Indebetou, född 31 mars 1703 i Stockholm, död där 21 juli 1789, var en svensk politieborgmästare i Stockholm.

## Biografi
Johan Indebetou var son till handelsmannen Govert Indebetou av släkten Indebetou. Han utnämndes till rådman och ledamot av Justitiekollegium 1758, från vilket han 1762 överflyttades till politikollegium. Han var riksdagsman vid riksdagen 1760–1762. Som representant för Stockholms magistrat invaldes han i försäkringsöverrätten 1773. Under omständigheter, som ansetts innebära ett allvarligt ingrepp i Stockholms självstyrelse, insattes Indebetou 1782 av Gustav III. Indebetou tillhörde det förmögnare skiktet inom Stockholms borgerskap. Därom vittnade inte minst, att han i början av 1760-talet förvärvade Indebetouska huset. Han var föga aktiv inom rikspolitiken, men spelade en viktig roll inom Stockholms kommunala liv. I striderna mellan Christopher Springer och Thomas Plomgren i principalatsstriden, där han verksamt stödde Plomgren. Indebetou var en övertygad anhängare av den mäktiga fraktion inom Stockholms borgerskap med sin starkaste förankring i den av hattpartiet dominerade köpmansaristokratin såg ett av sina främsta mål i en merkantilistisk skyddspolitik. Det var som inflytelserik grosshandlare inom hattpartiet Indebetou 1758 valdes som rådman, sedan han redan fyra gånger varit uppsatt på förslag som sådan. Som rådman tog han livlig del i tillkomsten av börshuset och blev medlem av den 1767 tillsatta börsbyggnadsdeputationen. Här uppstod en het strid mellan magistrat och borgerskap om byggnadsmedlens förvaltning, där Indebetou ivrigt stödde magistratens intressen.